# Fred Gillies
Fred Gillies foi um jogador de futebol americano estadunidense que foi campeão da Temporada de 1925 da National Football League jogando pelo Chicago Cardinals.